# FC Pas de la Casa
Der Fútbol Club Pas de la Casa ist ein andorranischer Fußballverein aus Pas de la Casa. Er spielt seit der Saison 2023/24 in der Primera Divisió, der ersten Liga Andorras.

## Geschichte
Nach der Gründung 2012 gestaltete es sich für den neuen Verein schwierig, genügend Spieler für eine Fußballmannschaft zu finden, weshalb man sich schon nach kurzer Zeit wieder aus dem organisierten Fußball zurückzog. Trotzdem spielte der Klub weiter Futsal und war gleich erfolgreich: In der ersten Saison nach Vereinsgründung gelang der Aufstieg in die höchste Futsal-Liga des Landes, die Primera Divisió Futsal. Kurz darauf wäre fast der erste Titel gefolgt, doch die Mannschaft musste sich mit der Vizemeisterschaft zufriedengeben.
Im Jahr 2022 übernahm ein neuer Vorstand den Verein, mit dem Ziel, schnellstmöglich in die höchste Fußball-Spielklasse des Landes aufzusteigen. Das gelang auch direkt, denn die Saison 2022/23 der Segona Divisió, der zweiten andorranischen Liga, beendete man auf dem ersten Platz. Dieses Ergebnis berechtigt den Verein, in der ersten Liga anzutreten, was er seit der Saison 2023/24 auch tut.
Parallel zum sportlichen Aufstieg versucht der Verein, eine Nachwuchsakademie aufzubauen, die sogenannte base. Hierbei werden Fußballtrainings für Kinder verschiedener Altersklassen angeboten.

## Erfolge
Segona Divisió: Meister 2022/23